# Jayanth Sharma

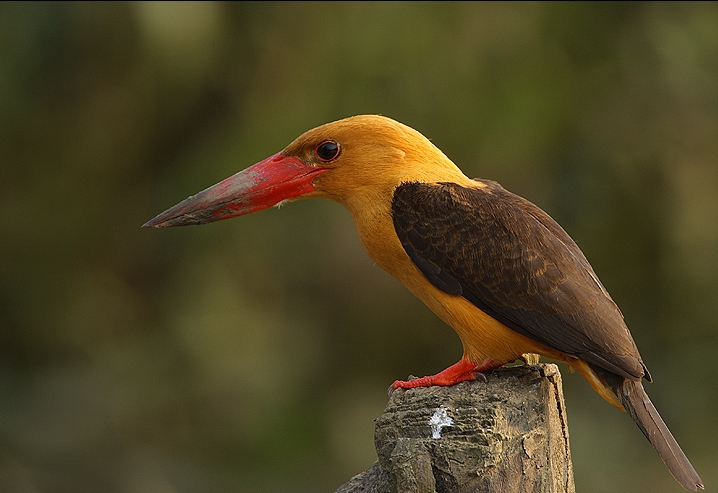
Pelargopsis amauroptera, Bhitarkanika National Park, Orissa, Indie, 2008

Jayanth Sharma (* 6. května 1980, Maisúr) je indický fotograf divoké přírody a spisovatel se sídlem v Bangaluru v Indii. Za své fotografie divoce žijících zvířat získal několik ocenění na národní i mezinárodní úrovni.

## Životopis
Sharma se narodil 6. května 1980 v Maisúru. Píše o cestovní fotografii na zpravodajských webech The Asian Age, Outlook a Deccan Chronicle. Je generálním ředitelem a zakladatelem společnosti Toehold, společnosti pro cestování a fotografování, která spolupracuje se společností Amazon India při zahájení svého nového online klubu Shutterbug.

## Ocenění a uznání
- 2007: Unspecified place, Sanctuary Asia Wildlife Awards[6]
- 2014: Joint GPU Gold medal (zlatá medaile), Global Arctic Awards[7]
- 2016: Highly Honoured, Windland Smith Rice Awards, Nature's Best Photography (nejlepší fotografie přírody)[8]

## Galerie

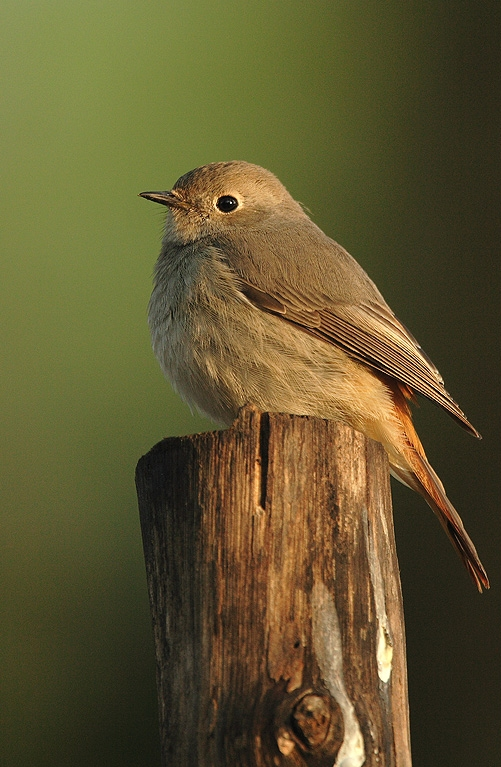
Phoenicurus hodgsoni, Manas National Park, Assam. Indie
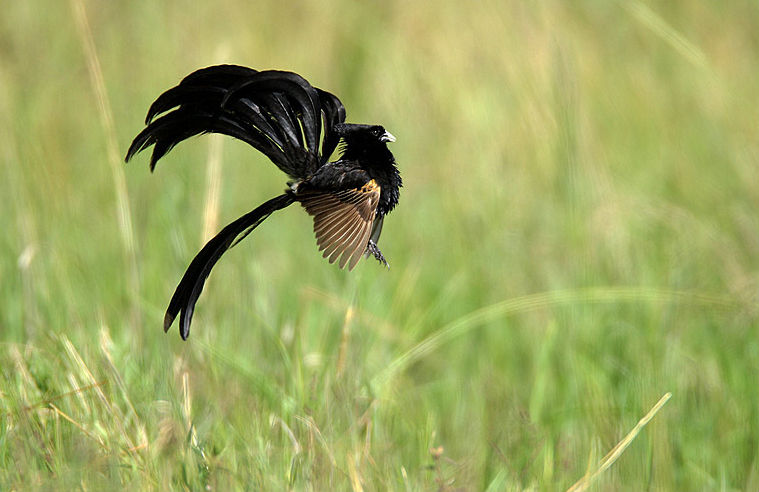
Euplectes jacksoni, Keňa, 2009
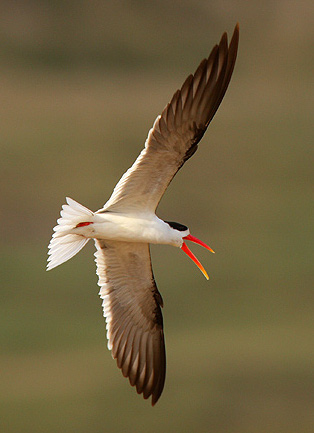
Rynchops albicollis, 2008
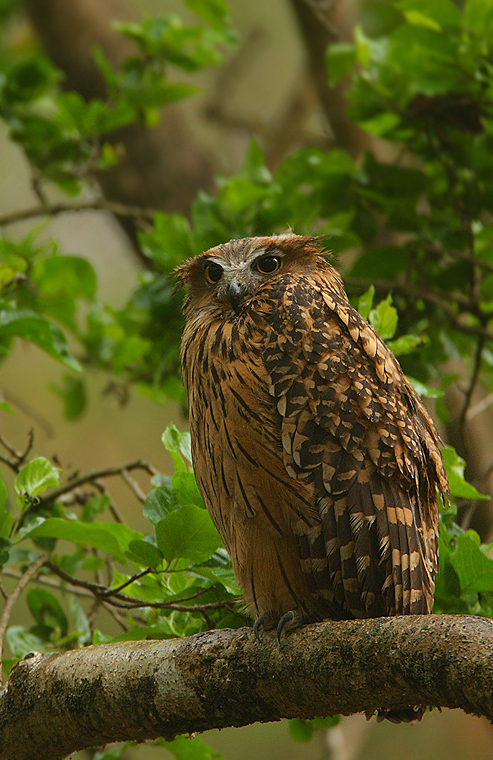
Ketupa flavipes, ketupa žlutonohá, 2008